# Тарас Бульба (фестиваль)
Рок-фестиваль «Тарас Бульба» — культурно-мистецький проєкт, спрямований на розвиток та популяризацію вітчизняної молодіжної культури та естетики. Фестиваль сприяє піднесенню української національної ідеї серед молодих творчих сил, зростанню професійного рівня українських виконавців, продюсуванню та допомозі обдарованій молоді, пропаганді вітчизняних виконавців. За роком заснування є ровесником Незалежності України.
З 1991 року фестиваль «Тарас Бульба» є «духовним полігоном» української молодіжної культури. Саме образ гоголівського Тараса Бульби став тим могутнім стрижнем, що зміг протиставити містицизму і сюрреалізму сучасної світової поп-культури  свіжий подих живої української музики  з її неповторною автентичністю і гуманізмом. Під стінами  старовинного Дубенського замку через століття перед правнуками постане старий «фестивальний» Бульба, як образ справжнього українця, козака, справжнього рокера, котрий навіть люльку  ворогам не віддасть.

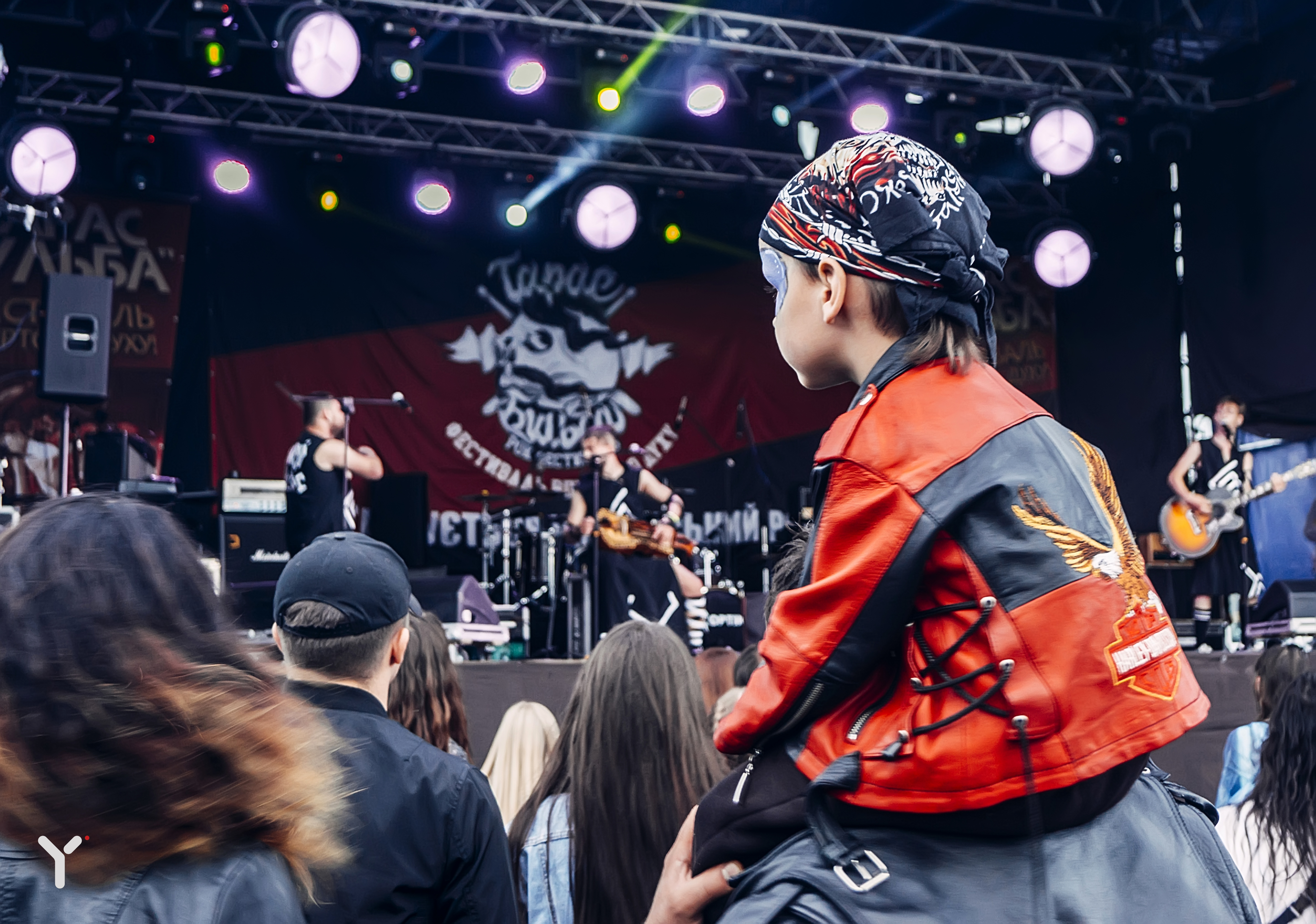
Фестиваль для всіх поколінь рокерів!

Фестиваль традиційно проходить у місті Дубно. Є найстарішим рок-фестивалем України. Головною умовою участі у фестивалі є виконання україномовної рок-музики у всіх її напрямках та стилях.

## Історія проведення
Фестиваль переважно проводився на берегах річки Ікви, під мурами Дубенського замку князів Острозьких та Любомирських, з 2012 і по нині на місцевому стадіоні «Спартак». Окрім музичної частини також є літературно-мистецька локація, дитяча галявина, проводилися продажі «Алея майстрів», майстер-класи з виготовлення ліри та перукарського мистецтва, виставки боді-арту та вогняні шоу.
Перший період тривав з 1991 по 1994 роки. Поновився від 2002 року. Чергова пауза, через хитку ситуацію у країні, настала 2014-го. Поновлено 2017 року. У фестивалі в різні роки брали участь учасники з-за кордону: з Австрії, Словаччини, Німеччини, Канади, Польщі, Бельгії, Франції, Молдови, Білорусі тощо.

## Переможці фестивалів 1991—1994 рр.
| - СІЧ (Луцьк) - Пенсія (Тернопіль) - Д'еректор (Сторожинець) - Пліч-о-пліч (Львів) - У вирій (Львів) - Жнива (Здолбунів) - Наталя Самсонова (Львів) - Дует Віталій Молочій і Ігор Бондар (Рівне) - Білий Загін (Львів) - Воля (Дніпропетровськ) - Конгрес (Львів) - Незаймана Земля (Львів) - Жаба в дирижаблі (Київ) - Біокорд (Київ) - Маленькі Свята (Івано-Франківськ) - Лазарет (Львів) - Рудольф Дизель (Львів) - Пам'ятка Архітектури (Львів) - Моніка (Донецьк) - Муслім (Львів) | - Елема (Кропивницький) - Ігор Заточний (Львів) - Святий Сон (Київ) - Мертва Зона (Рівне) - Форт (Дубно) - Крок (Львів) - 999 (Львів) - Лабіринт (Рівне) - Нічлава Блюз (Тернопіль) - Демісія (Нововолинськ) - Джі, Джі-45/2 плюс, плюс (Львів) - Гурт Олексія Новікова (Вінниця) - Марійка Бурмака (Харків) - Жанна Боднарук (Київ) - Наталя Самсонова (Львів) - Катерина Кольцова (Київ) - Сергій Шишкін (Володимир) - Левко Бондар (Івано-Франківськ) - Наталка Самсонова (Львів) - Віталій Міщук (Дубно) | - Лері Вінн (Вінниця) - Леонід Репета (Рівне) - Роман Бурлак (Коломия) - Каріна Плай (Львів) - Наталка Пилип'юк (Львів) - Наталка Зубрицька (Івано-Франківськ) - Муслім (Львів) - Студія «Мелос» (Львів) - Люба Клюс - Володимир Прасоленко - Богдан Дашак - Формула Води - Віта Балет (Рівне) - Анна-Марія (Тернопіль) - Чорні Черешні (Рівне) - Пліч-о-Пліч (Львів) - Сім П'ятниць (Кременець) - Укррепрайон (Звягель) - Аврал (Звягель) - Роксоланія (Київ) - Віктор Царан (Львів) - Драглайн (Львів) | - Лабіринт (Рівне) - Джі-Джі+ (Львів) - Рудольф Дизель (Львів) - Супер Р (Київ) - Гурт Сергія Новікова (Вінниця) - Страйк (Київ) - Білий Загін (Львів) - Святий Сон (Київ) - Пам'ятка архітектури (Львів) - Л. О. Б. (Ужгород) - Смак Сигарет (Ужгород) - Пентагон (Чернівці) - Морра (Івано-Франківськ) - Анейрос (Івано-Франківськ) - Рокс Бенд (Івано-Франківськ) - Метал Форс (Дніпро) - Степен Роуз (Запоріжжя) - Околиця Остермундігена (Львів) - Рад (Дубно) - Ледь Живі (Володимир-Великий) - Полімпсест (Луцьк) - Кінг Сайз (Луцьк) - Скала (Івано-Франківськ) - Кам'яний Вітер (Київ) |

## Переможці фестивалів 2002—2010

### Тарас Бульба —2002
| Лауреати: 1. Бард (Мукачево) 2. Ніагара (Львів) 3. Брем Стокер (Рівне); S.O.F.T. (Ковель) 1. Олена Синчук (Рівне) 2. Наталія Карпа (Львів) 3. Кая (Івано-Франківськ) 1. - 2. Нота Нео (Луцьк) 3. Вертеп (Дніпро); Волиняни (Рівне) Дипломанти: - Фаберже (Запоріжжя) | - Калєкція (Харків) - Мед (Львів) - Карна (Івано-Франківськ) Спеціальні відзнаки: - Віталій Салімон — гітара, Dragon Fly (Рівне) - Дмитро Карасюк — барабани, Ейфорія (Рівне) Гості Фестивалю: - Вій (Київ) - Кінг Сайз (Луцьк) - Сергій Шишкін - Сергій Чантурія | - Валерій Маренич Журі: - Богдан Гощар - Дмитро Добрий-Вечір - Олександр Фещук - Роман Лозан - Олесь Меланчук - Сергій Шишкін - Сергій Чантурія - Юрій Шаріфов |

### Тарас Бульба —2003
| Гран-прі: - Карна (Івано-Франківськ) Лауреати: 1 премія — Audi Sile (Тернопіль) 2 премія — Трутні (Київ) 3 премія — Стан (Кривий Ріг); Ейфорія (Рівне) | Дипломанти: - Out Cry (Луцьк) - Базука Бенд (Львів) - Токсичний Файл (Бурштин) - Reactor (Вінниця) - Cord On (Виноградів) | Спеціальна премія: Приз глядацьких симпатій: Без Голови (Дубно) Журі: - Сергій Шишкін - Сергій Новіков - Юрій Поліщук - Юрій Шаріфов (голова) |

### Тарас Бульба —2004
| Гран-прі: - Оркестр Янки Козир (Київ) 1 премія та приз глядацьких симпатій: - Трутні (Київ) 2 премія: - Странные Дети (Білозерськ, Донеччина) - CordOn (Виноградів, Закарпаття) | 3 премія: - Globalized Abstruse (Бурштин, Івано-Франківщина) - Оратанія (Львів) Дипломанти: - Царство Небесное (Стаханов, Луганщина) - Тетіс - Pins (Кременчук, Полтавщина) | - Тенета (Кривий Ріг) Журі: - Олександр Євтушенко - Юрій Шаріфов - Сергій Чантурія - Юрій Поліщук - Сергій Шишкін - Петро Полтарєв |

### Тарас Бульба —2005
| Гран-прі: - Ніагара (Львів) 1 премія: - Анна (Львів) 2 премія: - Полинове Поле (Львів) - Странные Дети (Білозерськ, Донеччина) | 3 премія: - Бастард (Львів) - DaBitt (Одеса) - Тенета (Кривий Ріг) Дипломанти: - Pins (Кременчук) - Etwas Unders (Київ) | Журі: - Шаріфов Юрій, голова журі - Сергій Шишкін - Дмитро Добрий-Вечір - Шматок Сергій - Мельник Ігор Ведучий: - Непомящий Віталій |

### Тарас Бульба —2006
| Гран-прі: - Анна (Львів) 1 премія: - Etwas Unders (Київ) 2 премія: - Кожному Своє (Львів) | 3 премія: - Навколо Кола (Київ) - Полинове Поле (Львів) Дипломанти: - PAN Zабіяка (Київ) - Віртуальний Джем (Сімферополь) — «Відкриття фестивалю» | - П@П@ Карло (Харків) — «Найкраща пісня» - Etwas Unders (Київ) — найкращий барабанщик - Кожному Своє (Львів) — найкращий гітарист - Etwas Unders (Київ) — найкращий вокаліст - 27 День (Київ) — за волю до перемоги |

### Тарас Бульба —2008
| Гран-прі: - Полинове Поле (Львів) 1 премія: - ЕТС (Суми) | 2 премія: - Гапочка (Київ) 3 премія: - Slap (Луцьк) | Дипломанти: - Краплі Mopzy (Володимир) |

### Тарас Бульба —2009
| Учасники: - Чарзілля (Київ) - ЛОVE (Обухів, Київщина) - Своєрідне (Кам'янець-Подільський, Хмельниччина) - Коло Дій (Київ) - SЮR BAND (Київ) - St.RooM (Сімферополь) - Wideнь (Харків) - Лезо Терези (Київ) | - Гра в темну (Миколаїв) - КРАБ (Харків) - JAH PRE (Харків) - НОВЕ ПОКОЛІННЯ (Полтава) - CREAMWAVE (Харків) - Джигура (Луцьк) - Lady Jane (Хмельницький) - В.О.Д.А. (Луцьк) - ЕТС (Суми) - Гапочка (Київ) - Галяк (Київ) | - К402 (Львів) - ОДИН (Івано-Франківськ) - GREEN SILENCE (Львів) Журі: - Шаріфов Юрій — голова - Сергій Шишкін - Сергій Чантурія - Дмитро Добрий-Вечір - Подзін Максим - Васільєв Євгеній |

### Тарас Бульба —2010
| Учасники: - Інший Світ (Івано-Франківськ) - Black Jack (Львів) - К402 (Львів) - Цвіт Кульбаби (Івано-Франківськ) - MAKNAMARA (Чернівці) - Чумацький шлях (Хмельницький) - Порцеляна (Козятин, Вінниччина) - KEtO (Луцьк) | - Liberty (Рівне) - POST FACTUM (Рівне) - Lewis Carroll (Рівне) - DO.G (Енергодар, Запоріжжя) - KALIKAband - KARVEN (Кривий Ріг) - Аритмія (Суми) - Ефект Метелика (Черкаси) - ЗЛАМ (Київ) | - Обійми Дощу (Київ) - Оооує (Київ) - Орган!к (Київ) - Сонця Коло (Київ) - Verlibena (Сімферополь) - Say No Name (Ніжин, Чернігівщина) - Галяк - TV Dangers (Київ) - Паніка на Титаніку (Суми) |

### Тарас Бульба —2011
| Гран-прі: - Фіолет (Луцьк) 1 премія: - Swamp FM - Up\Down | 2 премія: - Галяк 3 премія: - Чумацький шлях | Дипломанти: - Крапка - Cashemir - Radio Silence |

### Тарас Бульба —2012
Гран-прі:
- Ріплей (Луцьк)

1 премія:
- Дзвони Сонця

2 премія:
- DASH

3 премія:
- А4

Дипломанти:
- FireJam
- Farinhate

Учасники:
1. Сонця Коло (м. Київ)
2. Ефір (м. Ірпінь)
3. Дух Міста (м. Київ)
4. Відповідь to be… (м. Київ)
5. А4 (м. Київ)
6. The Пудінг (м. Київ)
7. Чай з М"ясом (м. Київ)
8. DASH (м. Київ)
9. Золотіні (м. Житомир)
10. Унабі (м. Запоріжжя)
11. 2.5.5 (м. Суми)
12. Зелень (м. Київ)
13. DK, DANCE (м. Суми)
14. FireJam (м. Львів)
15. Дзвони Сонця (м. Городок, Львівщина)
16. Ріплей (м. Луцьк)
17. West (м. Рава-Руська)
18. Палестина (м. Рівне)
19. Crashing Ride (м. Шепетівка/Славута)
20. Farinhate (м. Рівне)
21. Legenda Folium (м. Харків)
22. Cheels (м. Харків)
23. Екзюпері (м. Дубно)

### Тарас Бульба —2013
| Гран-прі: - YouCrane (Київ) 1 премія: - FarInHate (Рівне) 2 премія: - Legenda Folium (Харків) 3 премія: - Viscula (Луцьк) | Дипломанти: - Oneyroid, Полтава - Дикі Серцем, Львів |

| Учасники: - «Воплі Відоплясова» - «Кому Вниз» - «Борщ» - «STIGMATA» - «@Трактор» - «Перкалаба» - «Білий Загін» - «Ріплей» - «Деш» - Юлія Лорд - «Царство небесне» - «JOHNGÄLT» - Morphine Suffering |

## Учасники
Серед виконавців, що у різні часи виступали на фестивалі, були: Віктор Павлік (у складі гурту «Анна Марія»), Руслана, Василь Жданкін, Ольга Юнакова (солістка гурту «Пліч-о-Пліч»), Ніна Матвієнко, Олександр Тищенко, Віктор Зінчук, Стефко Оробець, Люба Білаш, гурти «Плач Єремії», «Тостер», «Аккад», «Копірайт», «К402», «Фіолет», «Еней», «Verlibena», «Файно», «Ot Vinta!», «Joryj Kłoc» та ін.